# Alt- und Jungmoräne

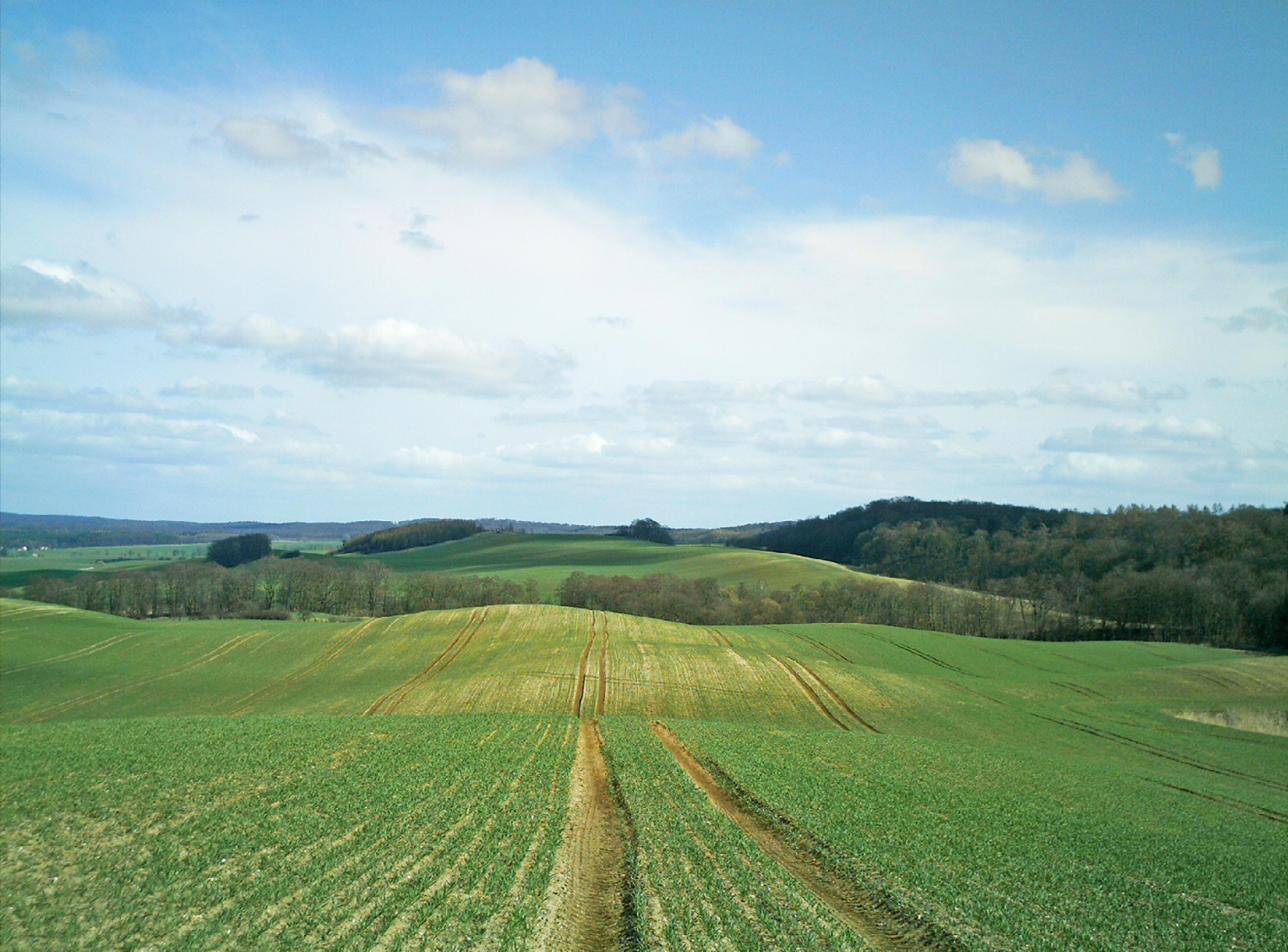
Typische, sehr wellige Jungmoränenlandschaft, Stauchmoräne der Brohmer Berge

Die Begriffe Altmoräne und Jungmoräne kennzeichnen unterschiedlich alte Landschaftsformen in ehemals vergletscherten Gebieten Mitteleuropas. Während die meisten heute noch sichtbaren Altmoränen in der Saaleeiszeit bzw. Riß-Kaltzeit vor rund 130.000 bis 140.000 Jahren gebildet wurden oder noch viel älter sind und bis in die Günz-Kaltzeit (600.000 bis 800.000 Jahre alt) zurückgehen, sind die Jungmoränenlandschaften in Mitteleuropa deutlich jünger und meist rund 15.000 bis 20.000 Jahre alt, jedenfalls nicht älter als etwa 100.000 Jahre. Letztere entstanden in der Weichseleiszeit bzw. im alpinen Vergletscherungsgebiet in der Würmeiszeit. Der Begriff Alt- beziehungsweise Jungmoräne wird auf alle Elemente der glazialen Serie übertragen, auch wenn die Schmelzwasserablagerungen und -formen streng genommen keine Moränen darstellen.

## Altmoränen

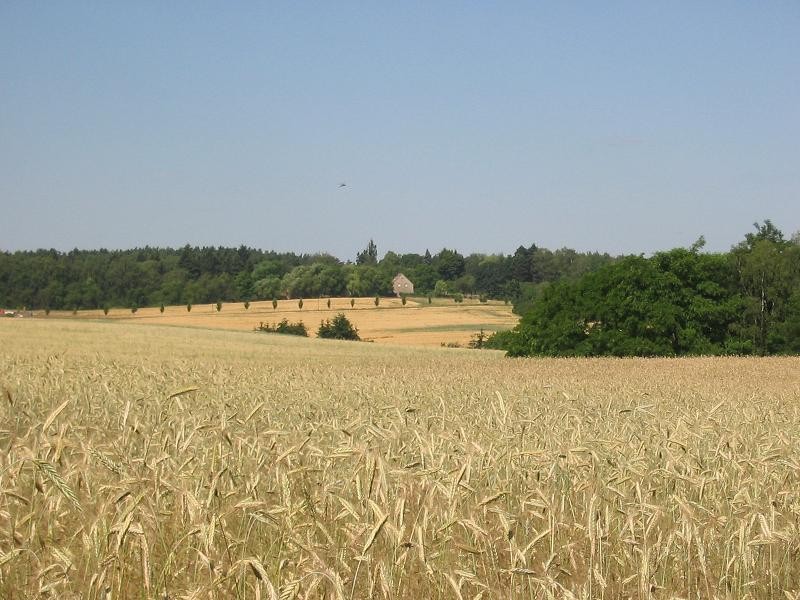
Typische flachwellige Altmoränenlandschaft im Fläming zwischen Preußnitz und Bad Belzig.

Die Altmoränenlandschaften waren in der letzten Eiszeit Tundren oder Kältewüsten. Durch periglaziale Prozesse kam es dort zu bedeutender Abtragung (vor allem Denudation, weniger Erosion) und andererseits zur Akkumulation von Sedimenten in den Niederungen. Auf Grund dessen sind die alten glazialen Formen bereits deutlich verwischt und abgeflacht. Weiterhin sind fast alle geschlossenen Hohlformen (z. B. Toteiskessel und Seen) vollständig verfüllt. Das Altmoränenland ist daher reliefärmer als das Jungmoränenland und besitzt kaum noch natürliche Seen. Das Flusssystem des Altmoränenlandes ist normal und hierarchisch ausgebildet.
Auf Grund der fortschreitenden Verwitterung der oberflächennahen Sedimente sind die Böden stärker ausgelaugt (verbraunt, entkalkt und/oder podsoliert). Der Geschiebemergel ist meist 3–4 Meter entkalkt, bei geringeren Mächtigkeiten sogar vollständig. Häufig sind Abtragungs- und Akkumulationsformen des Windes, da während der Kaltzeiten der Wind Sand und Schluff auf Grund des Fehlens einer Vegetationsdecke problemlos verblasen konnte. Typisch für viele Altmoränengebiete ist daher das Vorkommen von Windkantern, Dünen und Löss.

## Jungmoränen
Das Jungmoränenland hingegen hat frische, noch gut als solche zu erkennende Glazialformen. Es existieren zahlreiche geschlossene Hohlformen, von denen viele mit Wasser gefüllt sind. Das Flusssystem ist oft noch unreif und chaotisch ausgebildet. Es gibt zahlreiche Binnenentwässerungsgebiete. Windkanter und Dünen kommen zwar vor, jedoch sind diese Formen viel jünger und weniger intensiv ausgebildet als im Altmoränenland. Die Böden sind deutlich weniger verwittert als im Altmoränenland. Auf den Grundmoränenflächen beträgt die Entkalkung des Geschiebemergels daher oft weniger als einen Meter.

## Verbreitungsgebiete in Deutschland

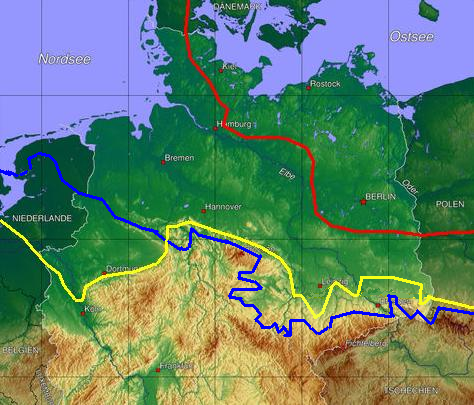
Schematische Darstellung der jeweils maximalen Gletschervorstöße der drei letzten Kaltzeiten im Norddeutschen Tiefland:
Eisrandlage in der Weichsel-Kaltzeit,
in der Saale-Kaltzeit und
in der Elster-Kaltzeit

Jungmoränenlandschaften finden sich in den Regionen, die in der letzten Eiszeit (Weichsel-Kaltzeit) vergletschert waren. Das sind die Regionen nordöstlich der roten Linie, also Gebiete in Brandenburg, Mecklenburg-Vorpommern, im östlichen Schleswig-Holstein und im nordöstlichen Zipfel Hamburgs. Altmoränenlandschaften finden sich dagegen ausschließlich in denjenigen Gebieten, die in früheren Eiszeiten von Gletschern bedeckt waren, aber in der Weichsel-Kaltzeit nicht. Das wären potenziell diejenigen Gebiete nördlich der gelben oder der blauen Linie, also im nördlichen Nordrhein-Westfalen, im westlichen Schleswig-Holstein, in Niedersachsen, Sachsen-Anhalt, Thüringen und Sachsen. Dabei sind insbesondere in heutzutage stark reliefierten Gebieten, z. B. in Thüringen, die Altmoränen kaum noch als solche in der Landschaft zu erkennen.
Die Linie des weitesten Vorrückens von Vergletscherungen in Norddeutschland wird auch als Feuersteinlinie bezeichnet. Also können sich Altmoränen nur zwischen der roten Linie und der Feuersteinlinie finden.